# AOL Sessions Undercover
AOL Sessions Undercover es un EP en vivo de Thirty Seconds to Mars lanzado el 13 de marzo de 2007.

## Historia
El EP contiene una versión en directo de "Message in a Bottle" de The Police, y versiones acústicas de "The Kill (Bury Me)" y "The Story".

## Lista de canciones
1. "Message in a Bottle" (En vivo) - 3:05
2. "The Kill (Bury Me)" (Acústico) - 3:54
3. "The Story" (Acústico) - 4:00